# 黑鳞复叶耳蕨
黑鳞复叶耳蕨（学名：Arachniodes nigrospinosa）为鳞毛蕨科复叶耳蕨属下的一个种。